# Merkaz Shalem

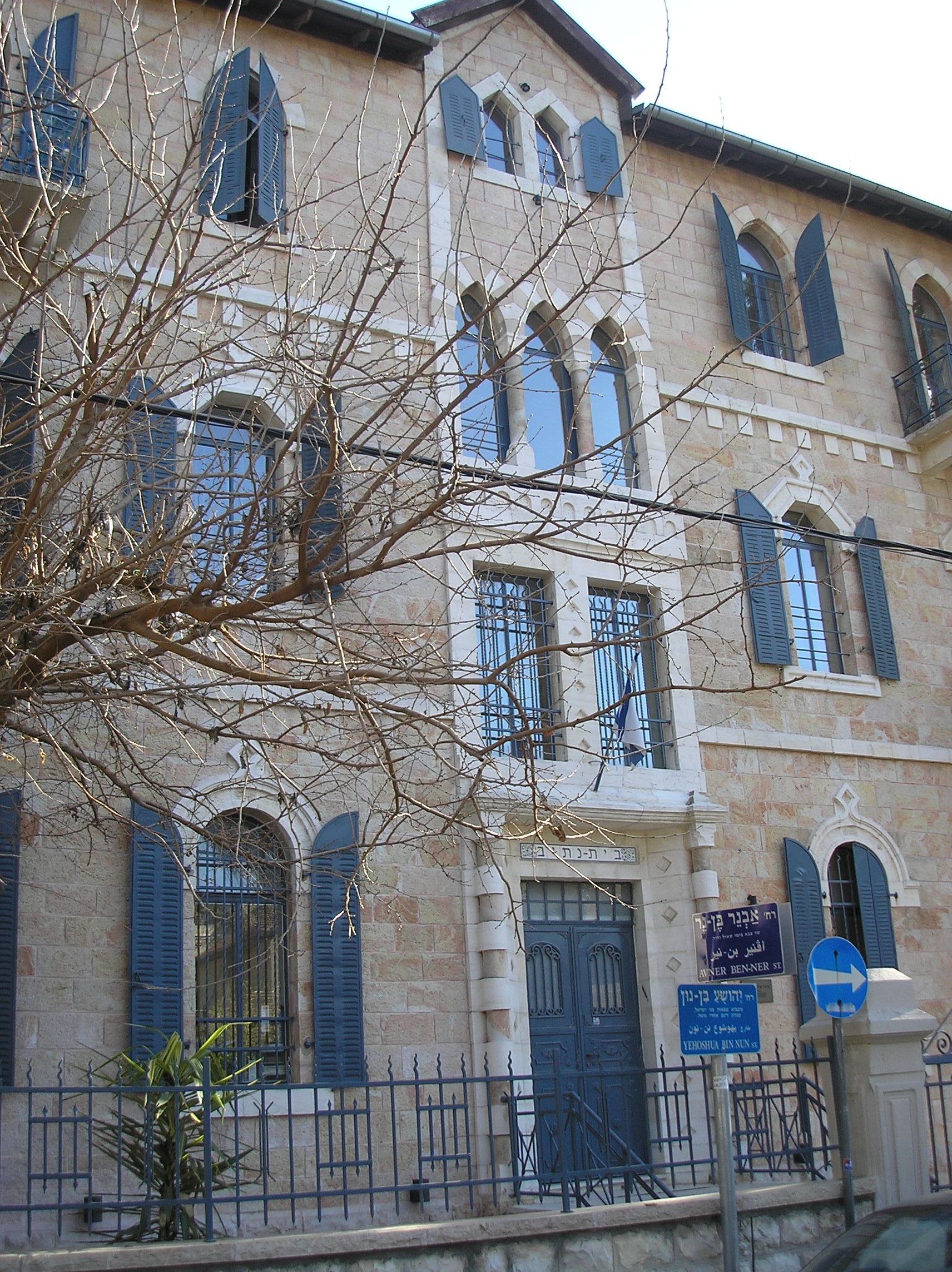
Mercaz Shalem, Jerusalém

Merkaz Shalem (em hebreu: מרכז שלם‎, Merkaz Shalem; em português: Centro Shalem) foi um instituto de pesquisa de Jerusalém que apoiou trabalhos acadêmicos nos campos da filosofia, teoria política, história judaica e sionista, Bíblia e Talmude, Estudos do Oriente Médio, arqueologia, economia e estudos estratégicos. O jornal Haaretz caracterizou isso como "um centro de pesquisa identificado com a ala da direita sionista e com os neoconservadores americanos", fundada por um pequeno grupo de ex-estudantes da Universidade de Princeton.
Em sua declaração de objetivos o Centro escreveu que "Parece que todo o povo judeu está sofrendo duma crise de identidade", fazendo o seu propósito para "providenciar uma resposta própria a estes processos". Devido ao prestígio o centro foi capaz de adquirir com o tempo, renomados acadêmicos de diferentes orientações políticas que tem se juntaram aos postos dessa faculdade.
O centro tornou-se Shalem College em janeiro de 2013, quando recebeu certificação da Council of Higher Education para oferecer bacharelatos.